# Чмихалове
Чмиха́лове — село в Україні, у Оржицькій селищній громаді Лубенського району Полтавської області. Населення становить 140 осіб. До 2020 року орган місцевого самоврядування — Денисівська сільська рада.

## Географія
Село Чмихалове розташоване на березі річки Чевельча, у яку впадає Балка Шаблівська. Річка Чевельча через 3 км впадає в річку Оржиця, вище за течією на відстані 3 км розташоване село Чевельча, нижче за течією на відстані 0,5 км розташоване село Денисівка. На річці кілька загат.

## Історія
12 червня 2020 року, відповідно до розпорядження Кабінету Міністрів України № 721-р «Про визначення адміністративних центрів та затвердження територій територіальних громад Полтавської області», село увійшло до складу Оржицької селищної громади.
19 липня 2020 року, в результаті адміністративно - територіальної реформи та ліквідації  Оржицького району, село увійшло до складу новоутвореного Полтавського району.